# Karl-Alfred Jacobsson
Karl-Alfred Jacobsson (Boston, 15 de enero de 1926 - Gotemburgo, 4 de marzo de 2015) fue un futbolista sueco que jugaba en la demarcación de delantero, más conocido por su estancia en el GAIS.

## Biografía
Debutó como futbolista con el Gårda BK, donde tan sólo jugó un año, para posteriormente irse traspasado al GAIS. Jugó en la temporada 1944/1945 para el club, alcanzando la sexta posición. En 1946, fue fichado por el Redbergslids IK Fotboll por tres años. En 1949 volvió al GAIS, donde empezó a despuntar como delantero del equipo. Fue el máximo goleador de la liga en tres temporadas consecutivas, además de ganar la Allsvenskan. Finalmente, en 1959, se retiró como futbolista.
Falleció el 4 de marzo de 2015 a los 89 años de edad.

## Selección nacional
Jacobsson marcó tres goles en un total de seis partidos que jugó para la selección de fútbol de Suecia. Llegó a ser preseleccionado para el equipo que disputaría la Copa Mundial de Fútbol de 1950 y la Copa Mundial de Fútbol de 1958, aunque posteriormente no formó parte del equipo final.

## Clubes
| Club                    | País   | Año         | Partidos | Goles |
| ----------------------- | ------ | ----------- | -------- | ----- |
| Gårda BK                | Suecia | 1943        |          |       |
| GAIS                    | Suecia | 1944 - 1945 | 13       | 1     |
| Redbergslids IK Fotboll | Suecia | 1946 - 1949 |          |       |
| GAIS                    | Suecia | 1949 - 1959 | 184      | 144   |

## Palmarés

### Campeonatos nacionales
| Título      | Club | País   | Año  |
| ----------- | ---- | ------ | ---- |
| Allsvenskan | GAIS | Suecia | 1954 |

### Distinciones individuales
| Título                            | Club | País   | Año  |
| --------------------------------- | ---- | ------ | ---- |
| Máximo goleador de la Allsvenskan | GAIS | Suecia | 1952 |
| Máximo goleador de la Allsvenskan | GAIS | Suecia | 1953 |
| Máximo goleador de la Allsvenskan | GAIS | Suecia | 1954 |